# Recreo Segundo
Recreo Segundo är en ort i Mexiko.   Den ligger i kommunen Tlalixcoyan och delstaten Veracruz, i den sydöstra delen av landet, 300 km öster om huvudstaden Mexico City. Recreo Segundo ligger 19 meter över havet och antalet invånare är 198.
Terrängen runt Recreo Segundo är mycket platt. Runt Recreo Segundo är det ganska tätbefolkat, med 56 invånare per kvadratkilometer. Närmaste större samhälle är Tlalixcoyan, 7,2 km norr om Recreo Segundo. Trakten runt Recreo Segundo består till största delen av jordbruksmark.